# مجموعة المعاهد العليا للملاحة الجوية والفضاء

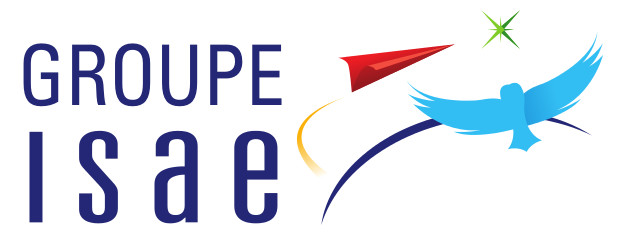
شعار المجموعة

مجموعة المعاهد العليا للملاحة الجوية والفضاء هي شبكة من مدارس هندسة الطيران في فرنسا.

## تاريخ
تأسست المجموعة في مايو 2011 من قبل المعهد العالي للملاحة الجوية والفضاء في تولوز والمدرسة الوطنية للميكانيكا وتقنيات الطيران.
وفي سبتمبر 2012، التحق بالشبكة المدرسة العليا لتقنيات الطيران وبناء السيارات والمدرسة الجوية.
وفي يناير 2018، انضم المعهد العالي للميكانيكا بباريس، ولحقه في فبراير 2022 المدرسة الوطنية للطيران المدني.

## المدارس المعنية
تضم المجموعة ما مجموعه ست مدارس في مجالات الطيران والفضاء والنقل والطاقة:
- المعهد العالي للملاحة الجوية والفضاء (2011)
- المدرسة الوطنية العليا للميكانيكا وتقنيات الطيران (2011)
- المدرسة العليا لتقنيات الطيران وبناء السيارات (2012)
- المدرسة الجوية (2012)
- المعهد العالي للميكانيكا بباريس (2018)
- المدرسة الوطنية للطيران المدني (2022)

كما تعمل المجموعة على تطوير شبكة من المدارس الشريكة:
- المدرسة العليا للتقنيات الصناعية المتقدمة
- مدرسة الهندسة العامة لاروشيل
- مدرسة هندسة علوم الطيران

## رابط خارجي
- الموقع الرسمي